# Hemiceras egregia
Hemiceras egregia är en fjärilsart som beskrevs av Paul Dognin 1901. Hemiceras egregia ingår i släktet Hemiceras och familjen tandspinnare. Inga underarter finns listade i Catalogue of Life.